# But You Know I Love You
"But You Know I Love You" är en sång skriven av Mike Settle, och den blev en pophit för The First Edition, en grupp där han var med, liksom Kenny Rogers. Sången blev senare även en stor countryhit för Bill Anderson och den spelades 1980 även in som cover av Dolly Parton.

## About the song
Sångens jag-person beklagar att han/hon sätter karriär framför sin kärlek.
Bill Anderson spelade in sin version 1969, och den nådde placeringen #2 på Hot Country Singles för tidningen Billboard samma år. Dolly Parton spelade in sången 1980 för hennes album 9 to 5 and Odd Jobs, och den släpptes på singel i april 1981, och toppade Hot Country Singles i juni 1981. Dolly Partons version var också en mindre pop-crossover, och nådde placeringen #41 på Billboard Hot 100 och #14 på AC. Underligt nog ramförde Dolly Parton och Kenny Rogers den aldrig i duett live, fastän de turnerade tillsammans under 1980-talet.